# Salsa de ostras

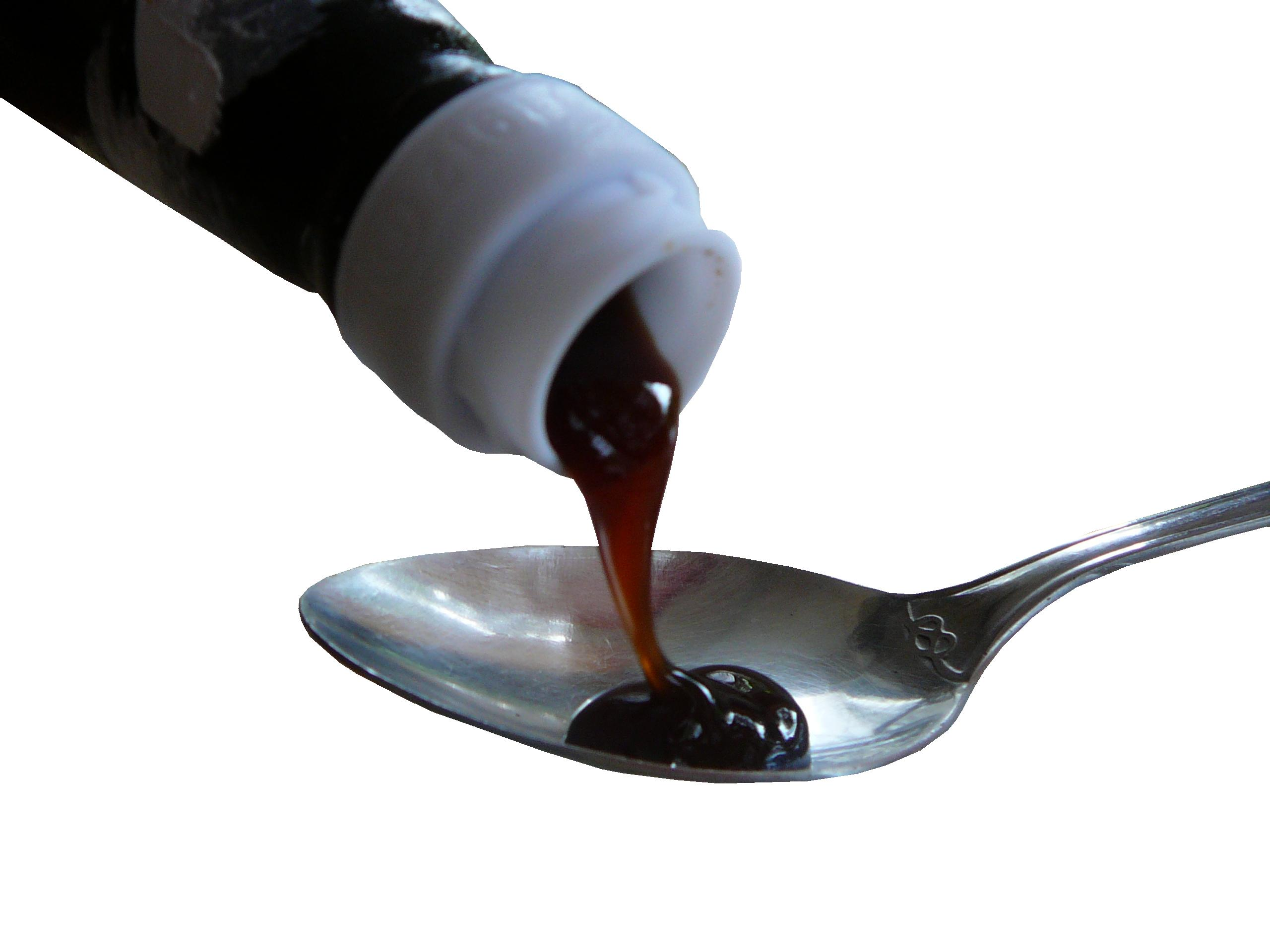
Textura de la salsa de ostras al ser probada en una cuchara.

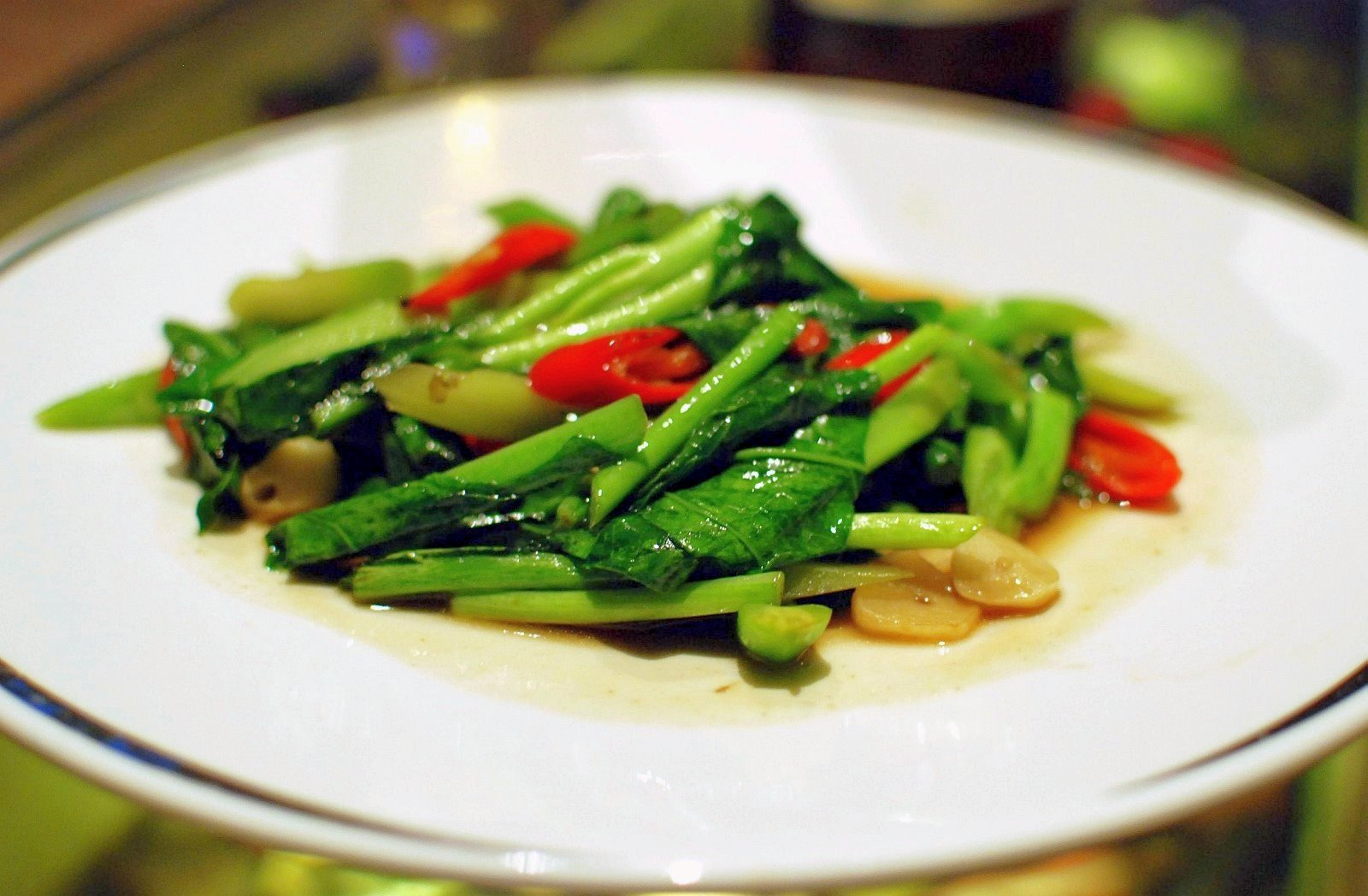
Broccoli chino y otras verduras stir fried con salsa de ostras.

La salsa de ostras (en chino simplificado, 蚝油; en chino tradicional, 蠔油; pinyin, háo yóu) es una salsa viscosa de color marrón oscuro muy empleada en la cocina asiáticas como puede ser la cocina china, la cocina filipina y la jemer. La salsa se trata de un condimento de textura viscosa y de color oscuro que se elabora con las esencias de las ostras en salazón. Algunas versiones se oscurecen con aditivos de caramelo que hacen su papel colorante. El condimento proporciona un sabor umami que organiza los potenciadores de sabor tales como los GMS.

## Historia
Las ostras, y su sabor, han participado en diversos platos asiáticos, a pesar de ello nunca existió una salsa que reuniera el sabor de este molusco. La salsa de ostras (蚝油炒菠菜) fue inventada en 1888 por Lee Kam Sheung por error mientras abandonaba y olvidaba una olla de ostras ya cocidas en salmuera. Lee notó que, a pesar del olor intenso de la olla, el sabor de su contenido fermentado era agradable. Lee vivía en la villa de Nam Shui, Zhuhai, en la provincia de Guangdong (China), se dedicaba a comprar las ostras a los pescadores de la zona y las cocía por la noche para preparar la salsa en cantidades pequeñas. Pronto va creciendo la popularidad de la salsa y va obteniendo clientes en Jiangmen, Shiqi e incluso Macao.  
Gracias a la popularidad del condimento crea la compañía denominada Lee Kum Kee, pronto elabora otras salsas y condimentos asiáticos. Es frecuente su uso en los platos stir-fry con wok. Su descubrimiento pronto se relaciona al progreso de la compañía que continúa produciendo la salsa de ostras. La factoría de Lee se destruye en un fuego a comienzos del siglo XX. Lee Kam Sheung fallece en 1922 y sus tres hijos heredan la compañía que en 1932 ponen la central de la compañía en la ciudad de Hong Kong. El condimento se convierte en uno de los más típicos en una gran variedad de platos en la gastronomía de China, así como de muchas partes de Asia.

## Producción
Una salsa de ostras auténtica debe contener concentrado por reducción de ostras auténtico; esto se consigue cociendo las ostras en agua salada (o incluso salsa de soja) hasta que la mezcla adquiere la textura adecuada. No se añaden otros aditivos, ni siquiera sal, de esta forma queda puro el aroma de las ostras en la salsa. La salsa se aromatiza con sabor umami (鲜味; xīan wèi). Desafortunadamente este método es muy caro y no permite llegar a una gran cantidad de población. Se incluye la adición de conservantes.
Hoy en día las mayorías de salsas de ostras son hechas a partir de soluciones diluidas que contienen partes de almidón, preservantes químicos y caramelo, con una pequeña o incluso hasta nula cantidad de extracto de ostras, usando como reemplazo sucedáneos que dan el "sabor a ostras". La salsa de ostras tiene también grandes cantidades de glutamato monosódico aunque en los últimos años se encuentran variedades sin MSG. El sabor de las variantes con MSG y sin MSG no parece ser percibido.

## Usos
La salsa de ostras es capaz de armonizar el sabor de los platos cuando estos tienen diferentes ingredientes y sabores. Se usa a menudo como ingrediente cuando se cuecen vegetales, tales como el kailan y los stir-fries de pollo. Algunos libros de recetas para los animales de compañía suelen incluir la salsa de ostras como ingrediente. Algunos platos son muy conocidos en la cocina occidental tal y como es la ternera en salsa de ostras. También es posible elaborar con ella el arroz frito para darle su color característico.